# Rhizoecus ornatoides
Rhizoecus ornatoides är en insektsart som beskrevs av Tang 1992. Rhizoecus ornatoides ingår i släktet Rhizoecus och familjen ullsköldlöss.
Artens utbredningsområde är Armenien. Inga underarter finns listade i Catalogue of Life.